# Oxyopes daksina
Oxyopes daksina är en spindelart som beskrevs av Sherriffs 1955. Oxyopes daksina ingår i släktet Oxyopes och familjen lospindlar. Inga underarter finns listade i Catalogue of Life.